# Puerto Santander
Puerto Santander – miasto w Kolumbii, w departamencie Norte de Santander.